# Фудбалска репрезентација Индије
Фудбалска репрезентација Индије је фудбалски тим који представља Индију на међународним такмичењима и под контролом је Фудбалског савеза Индије.
Најбољи пласман Индије је друго место на Азијском купу 1964. године.
Никада нису учествовали на Светском првенству.

## Резултати репрезентације

### АФК азијски куп
| Првенство | Резултат              |
| --------- | --------------------- |
| 1956.     | Није учествовала      |
| 1960.     | Није се квалификовала |
| 1964.     | финале                |
| 1968.     | Није се квалификовала |
| 1972.     | Није учествовала      |
| 1976.     | Није учествовала      |
| 1980.     | Није учествовала      |
| 1984.     | 1. коло               |
| 1988.     | Није се квалификовала |
| 1992.     | Није се квалификовала |
| 1996.     | Није се квалификовала |
| 2000.     | Није се квалификовала |
| 2004.     | Није се квалификовала |
| 2007.     | Није се квалификовала |
| 2011.     | 1. коло               |
| 2015.     | Није се квалификовала |
| 2019.     | 1. коло               |
| Укупно    | 4/17                  |